# Кариновка
Кариновка — село в Переволоцком районе Оренбургской области, административный центр сельского поселения Кариновский сельсовет.

## География
Находится на расстоянии примерно 35 километра по прямой на северо-восток от районного центра поселка Переволоцкий.

## История
Село было основано в 1885 переселенцами из Тульской губернии. Названо по фамилии хозяйки земли, купленной крестьянами.

## Население
Население составляло 566 человек в 2002 году (67 % русские), 641 по переписи 2010 года.